# Яндекс Игры
Яндекс Игры — кроссплатформенная игровая интернет-платформа компании «Яндекс».
По состоянию на январь 2023 года число игр, входящих каталог, превысило 10 000, а играть стало более 11 млн человек в месяц.
По словам руководителя Яндекс. Игр Павла Епишина, 70 % проведённого на платформе времени приходится на игры с мобильных устройств. При этом 46 % общего времени приходится на гиперказуальные игры.
Платформа поддерживает два типа монетизации: реклама и игры со встроенными покупками. Внутри самих игр может быть использована внутренняя валюта сервиса — «Ян».
Разработчики могут самостоятельно добавлять в каталог платформы свои игры и в дальнейшем их редактировать. Все игры проходят модерацию. Среди обязательных требований — интеграция с SDK Яндекс. Игр, поддержка HTTPS и офлайн-режима Service Worker. Создатели игр следят за обновлениями платформы в блоге. Яндекс. Игры привлекают зарубежных разработчиков для адаптации своих популярных игр на русский язык. Примером является кросс-платформенное сотрудничество с голландской компанией Azerion.
Помимо системы пользовательских оценок и отзывов, сервис использует сложные алгоритмы для создания персонализированных подборок: игр, в которые уже играли, либо тех, в которые захотят поиграть. При этом игры, в которые пользователь играет чаще всего, доступны без интернета.